# Sitzbild

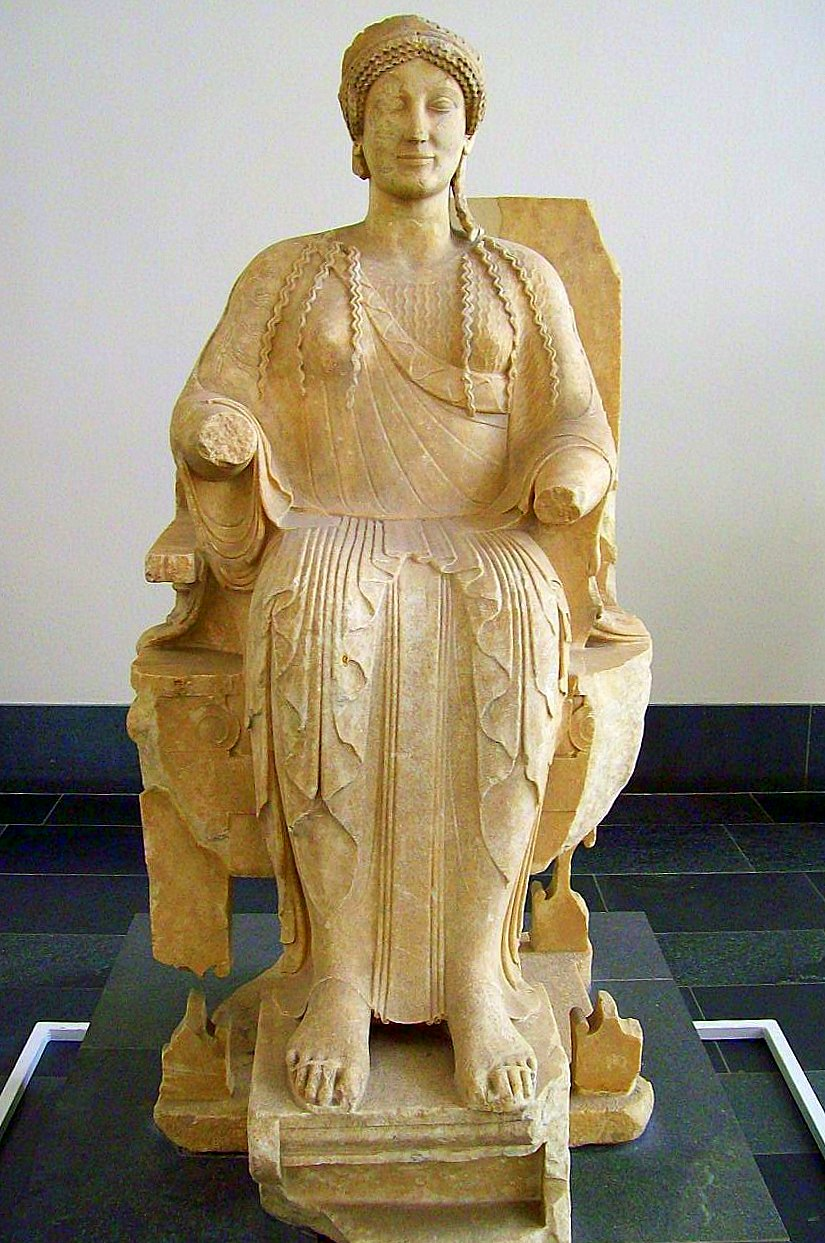
Thronende Göttin von Tarent, Marmor, 5. Jahrhundert v. Chr.

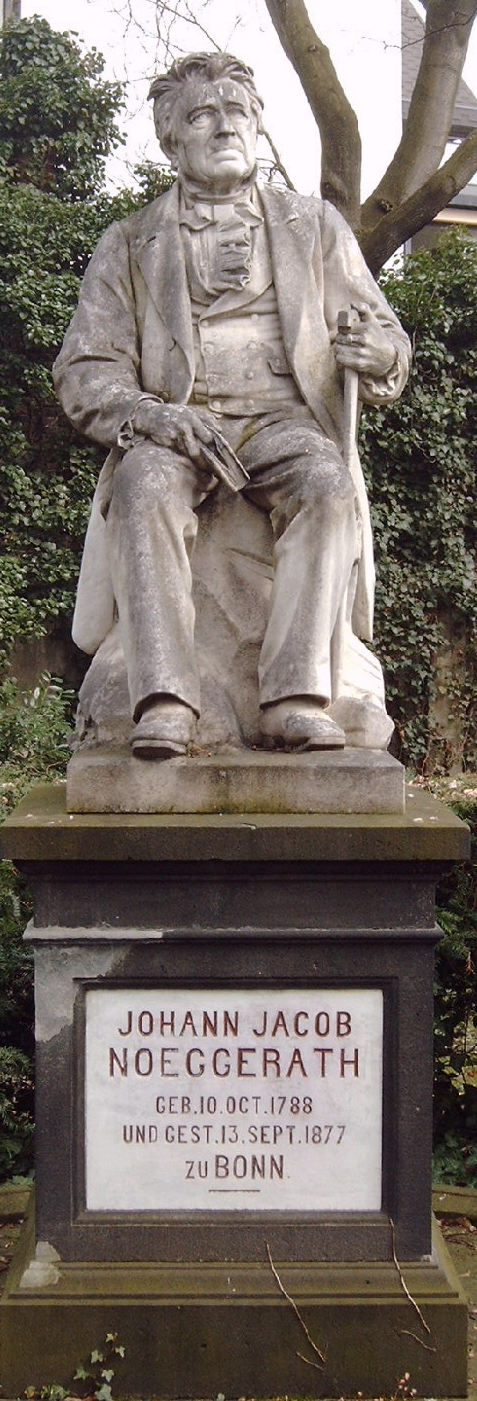
Sitzbild des Geologen Johann Jacob Nöggerath, Alter Friedhof in Bonn

Ein Sitzbild, auch Sitzstatue genannt, ist eine Statue, die eine Person oder eine göttliche Figur sitzend darstellt.

## Beispiele in Deutschland
- Berlin
  - Wilhelm-von-Humboldt-Denkmal, vor der Humboldt-Universität, von Paul Otto, 1882
  - Theodor-Mommsen-Denkmal vor der Humboldt-Universität, von Adolf Brütt, 1909
  - Emil-Fischer-Denkmal auf dem Luisenplatz von Fritz Klimsch, 1921, zerstört; Nachbildungen in Berlin-Mitte (Robert-Koch-Platz) und Berlin-Dahlem
  - Richard-Wagner-Denkmal im Großen Tiergarten nahe der Luiseninsel

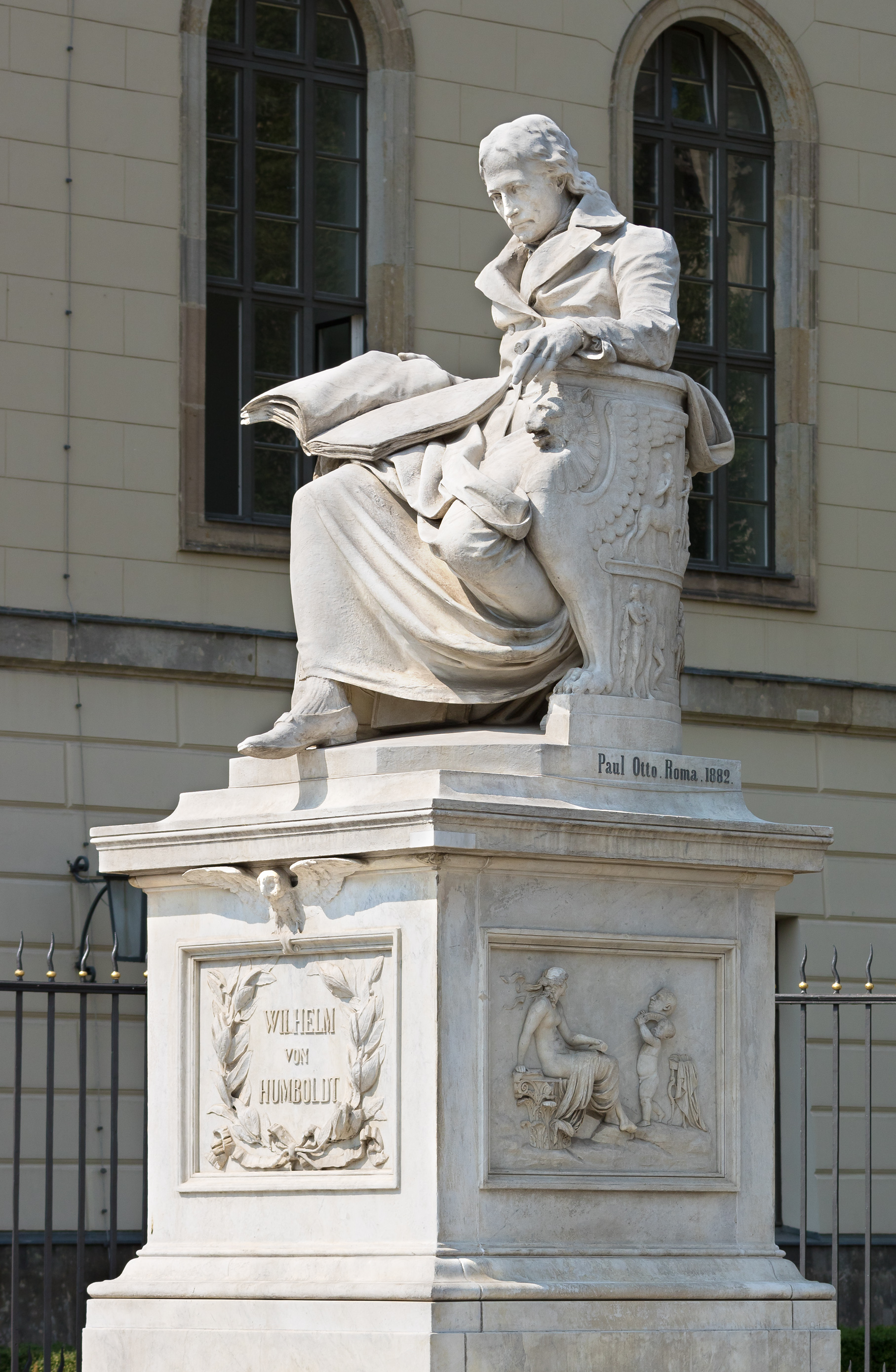
Denkmal Wilhelm von Humboldt vor der Humboldt-Universität
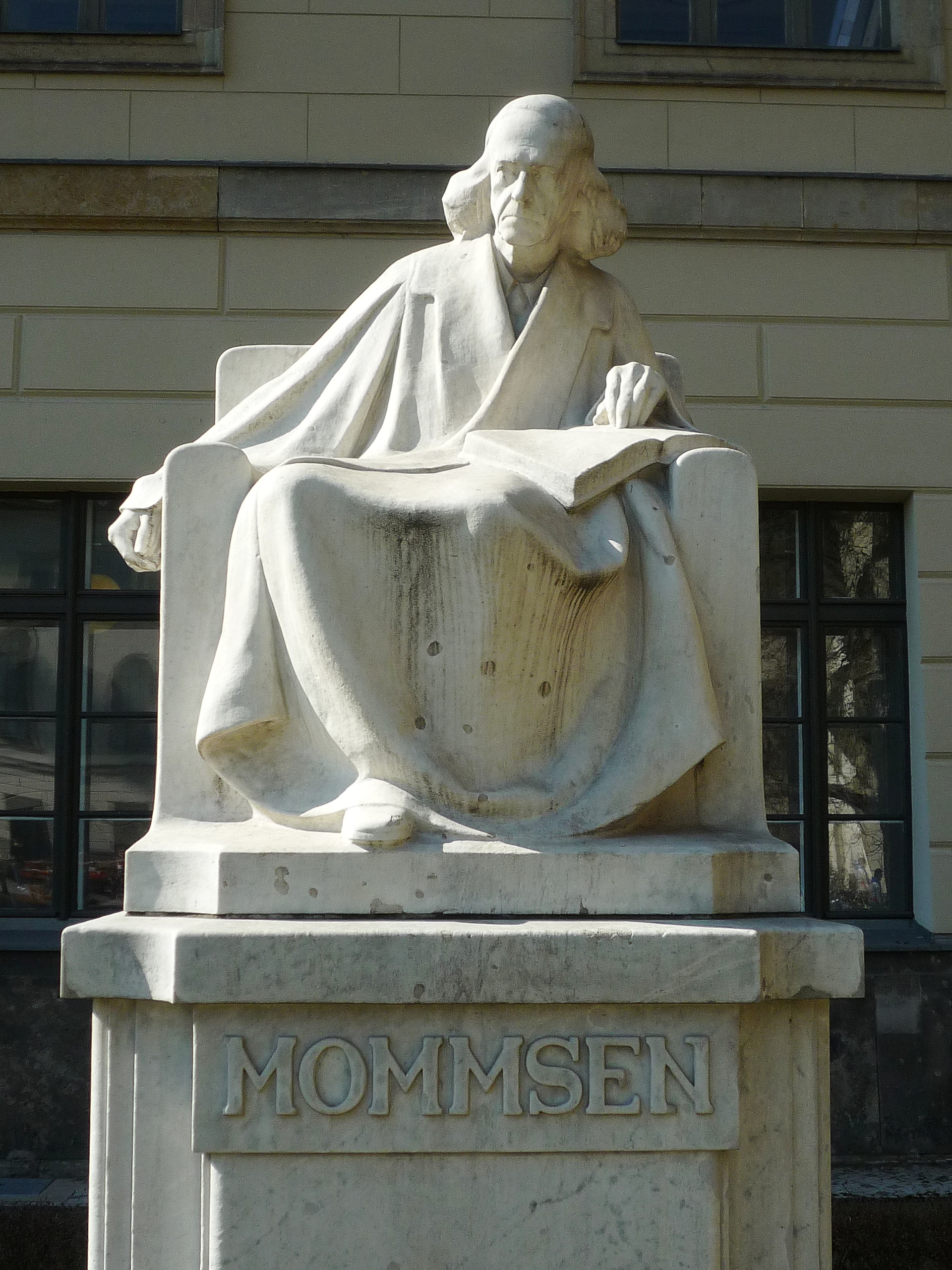
Denkmal Theodor Mommsen vor der Humboldt-Universität
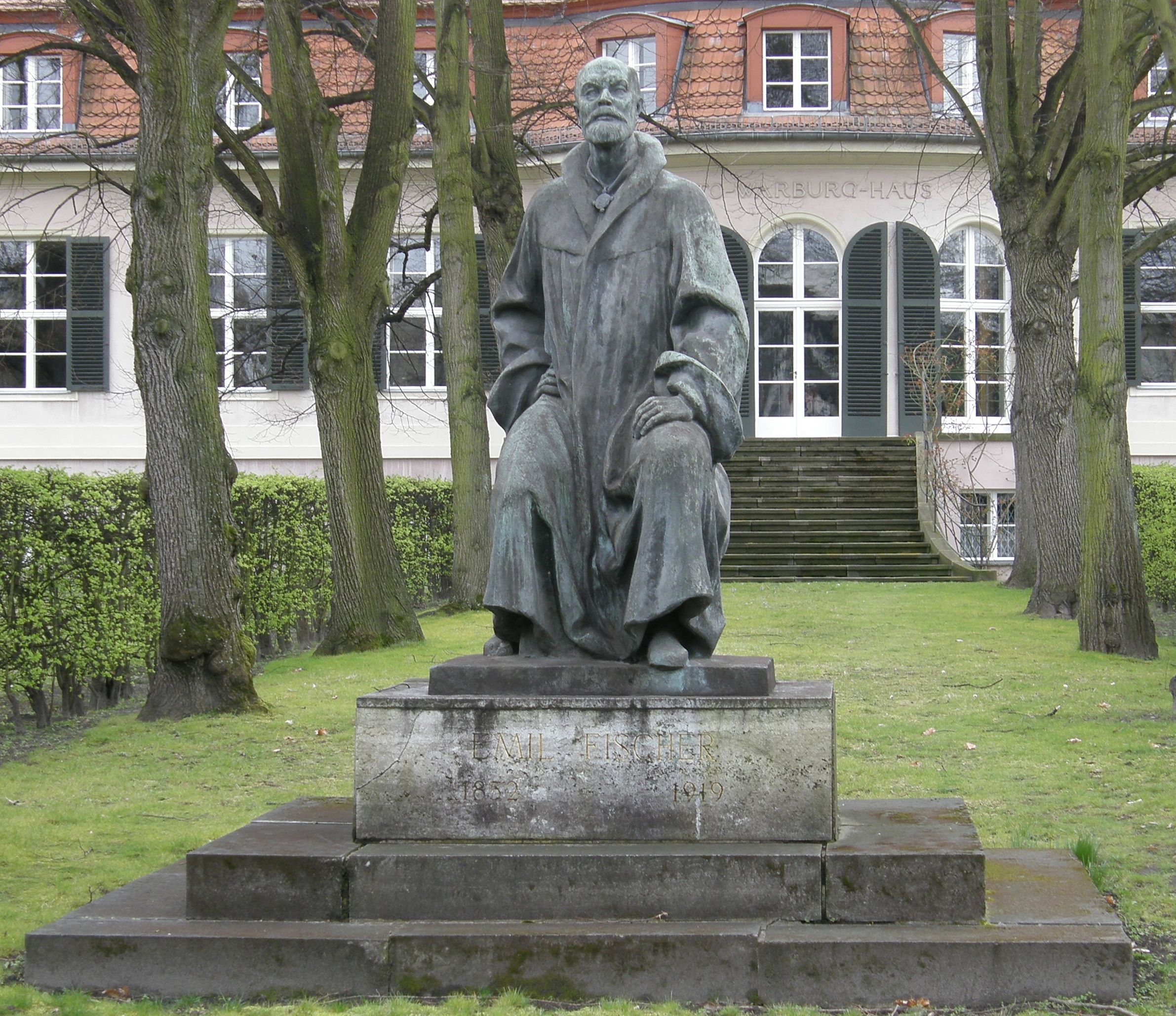
Denkmal Emil Fischer, Berlin-Dahlem

- Bremen: Heinrich-Heine-Denkmal von Waldemar Grzimek
- Köln: Kaiserin Augusta-Sitzbild auf dem Ring, 1903 (1943 von Bomben zerstört)
- Koblenz: Kaiserin-Augusta-Denkmal in den Rheinanlagen, 1896
- Neuss: Germania am Kriegerdenkmal für Gefallene der Einigungskriege (abgebaut)
- Stavenhagen: Fritz-Reuter-Denkmal
- Stuttgart: Hans-Sachs-Sitzbild am Eckhaus Marktplatz / Münzstraße
- Weimar: Shakespeare-Denkmal

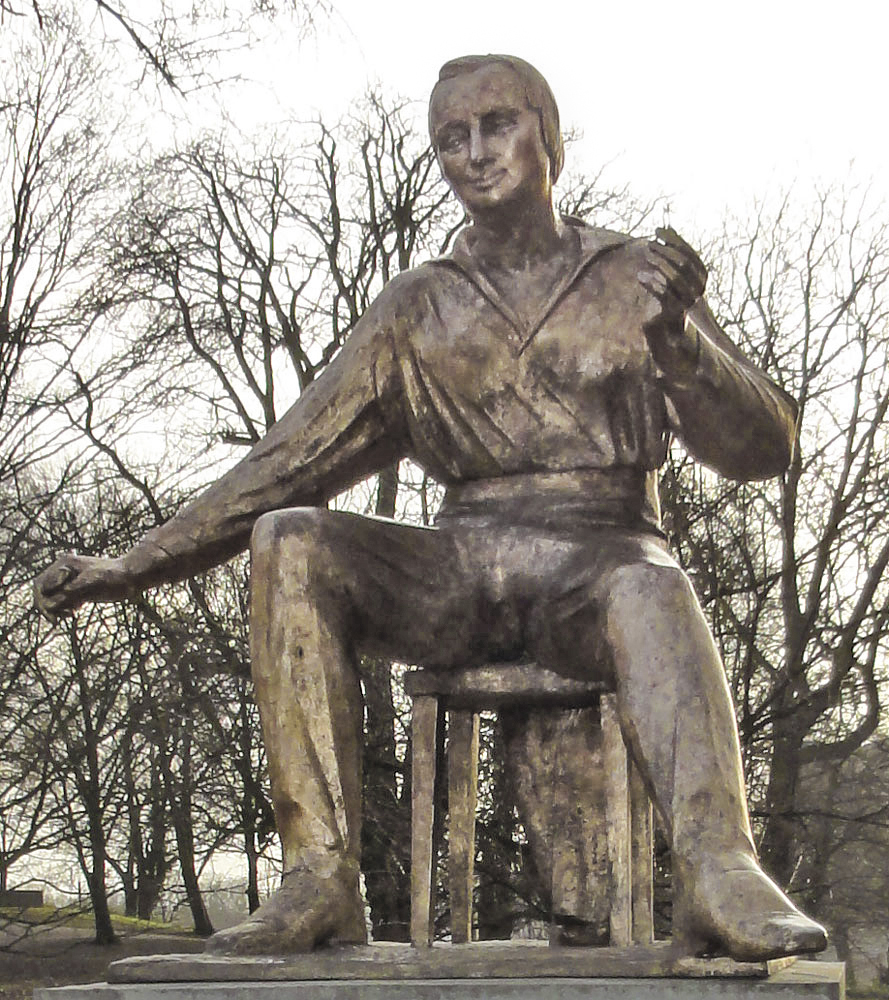
Heinrich-Heine-Denkmal in Bremen
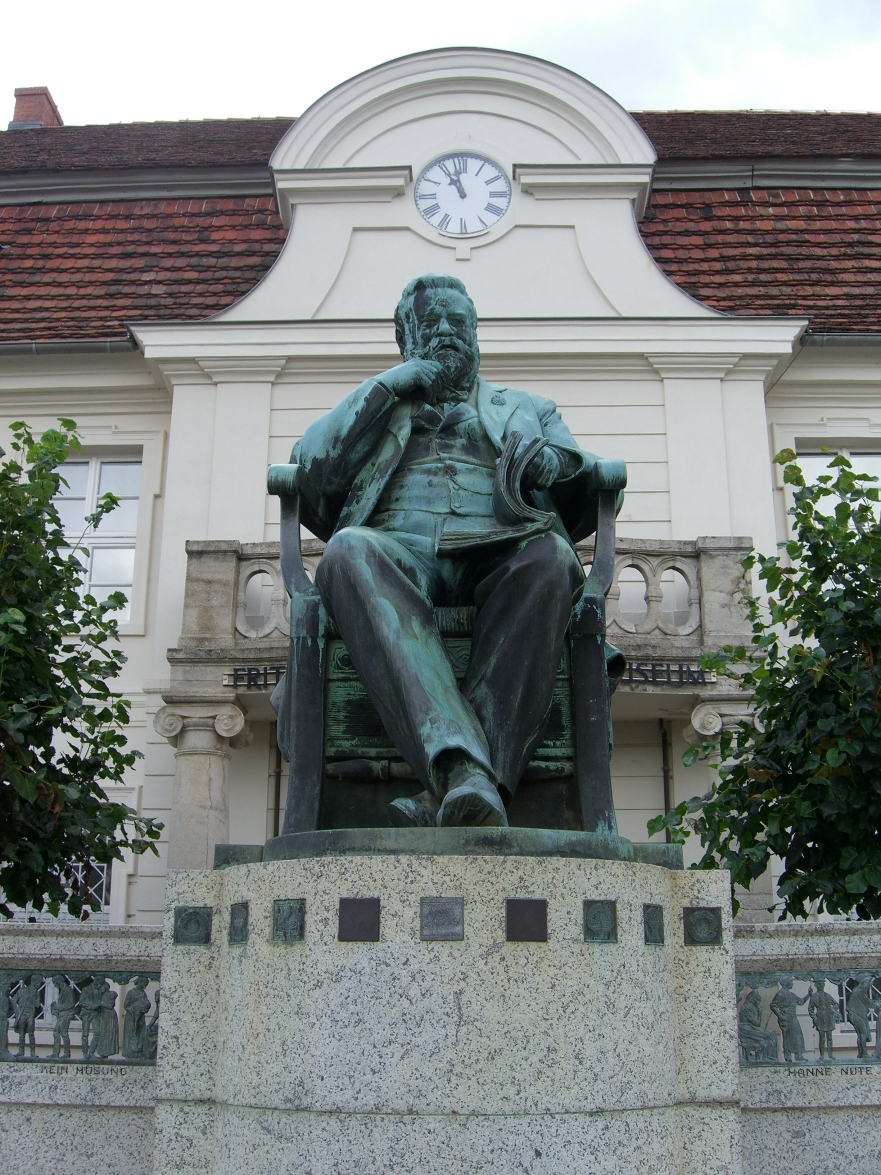
Denkmal Fritz Reuter in Stavenhagen
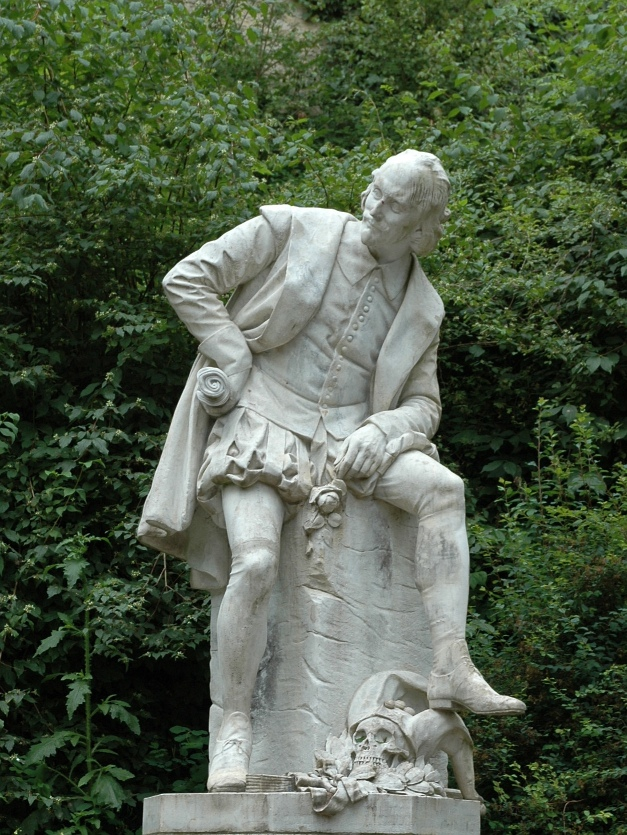
Shakespeare-Denkmal in Weimar
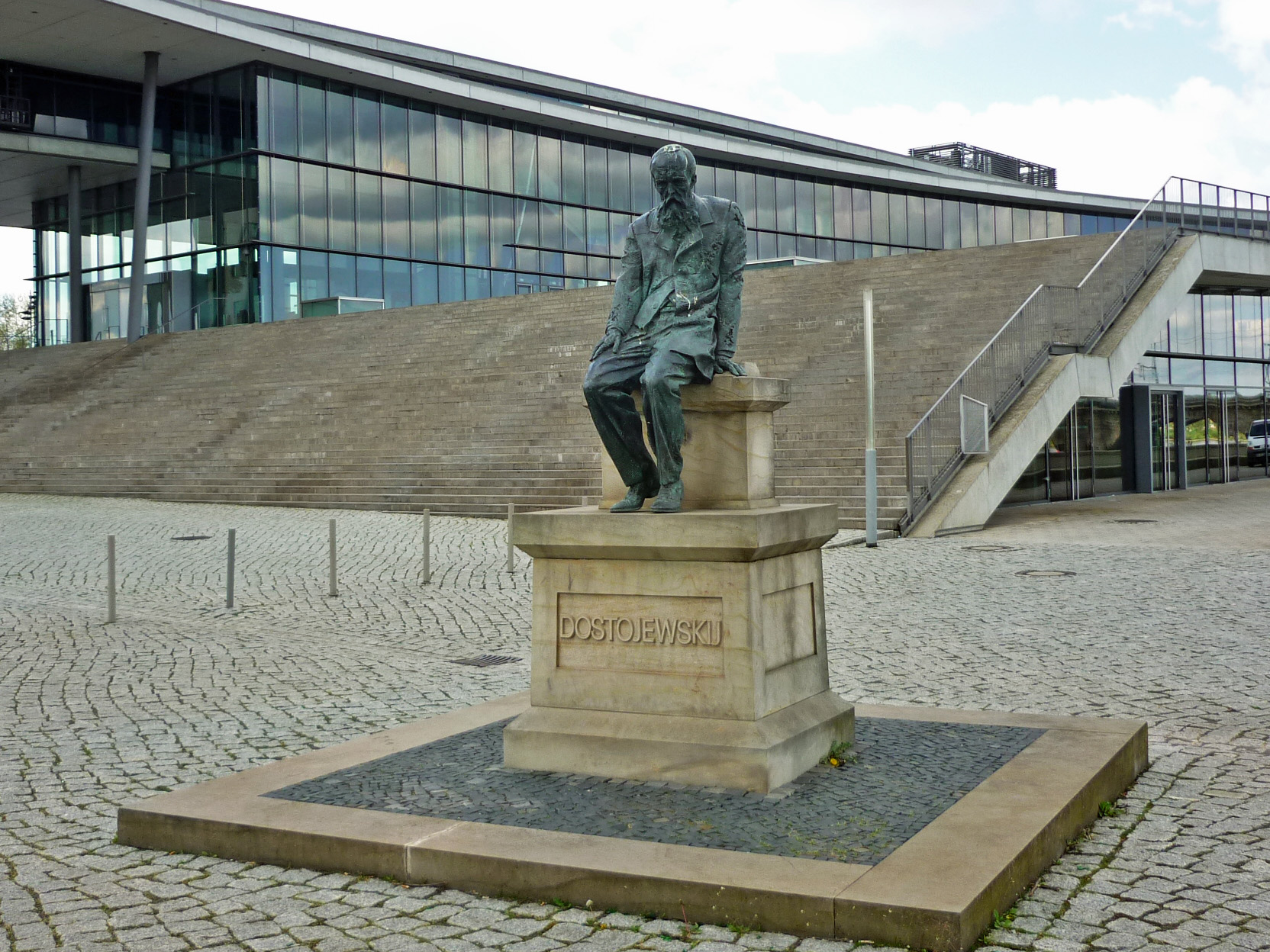
Dostojewski-Denkmal (A. I. Rukawischnikow, 2006), Kongresszentrum Dresden

Siehe auch:
- Sitzbilder von Kaiser Wilhelm I. (Liste)

## Beispiele in Österreich
- Wien:
  - Maria-Theresien-Denkmal am Maria-Theresien-Platz
  - Kaiserin-Elisabeth-Denkmal im Volksgarten
  - Goethedenkmal

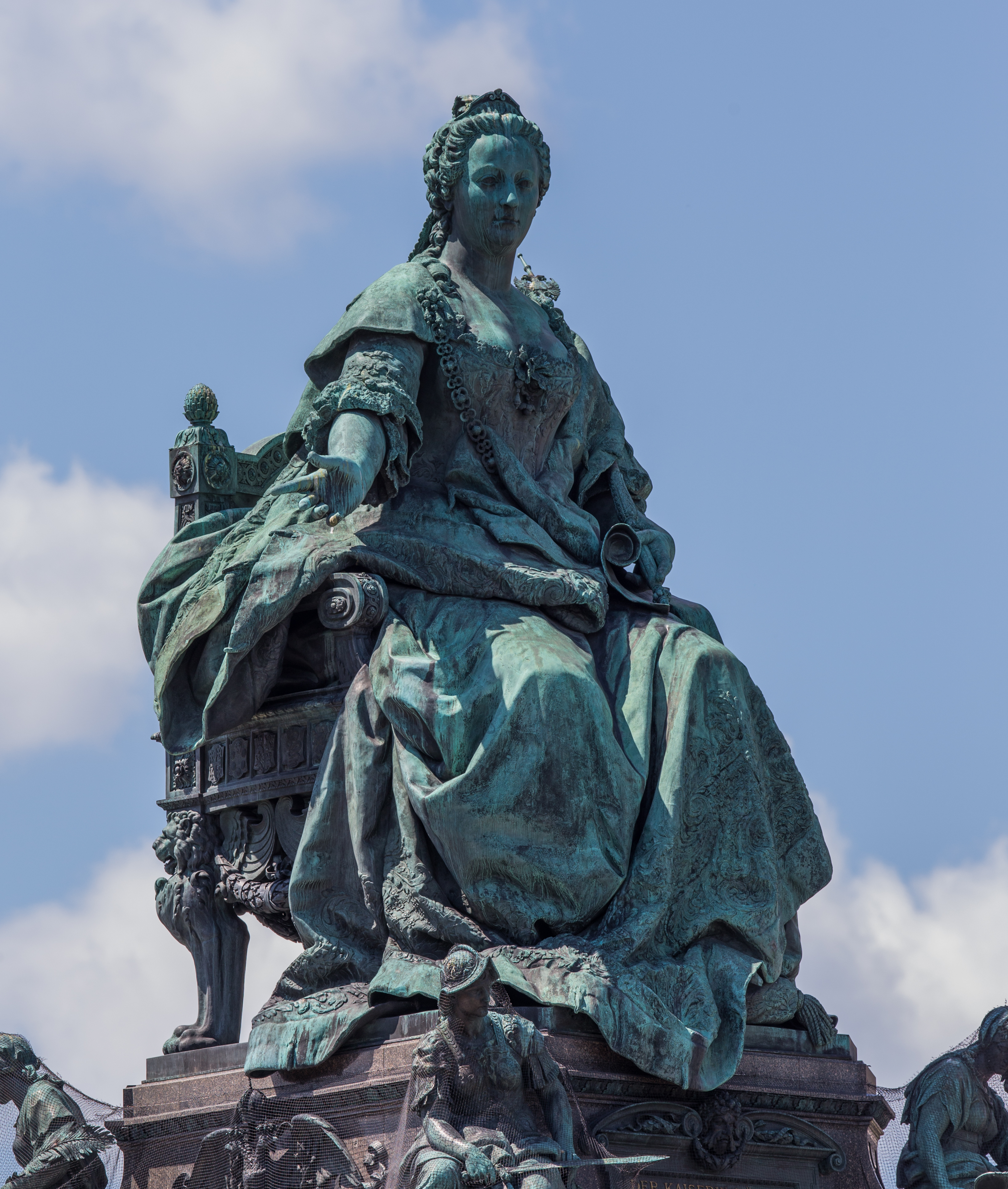
Maria-Theresien-Denkmal Wien
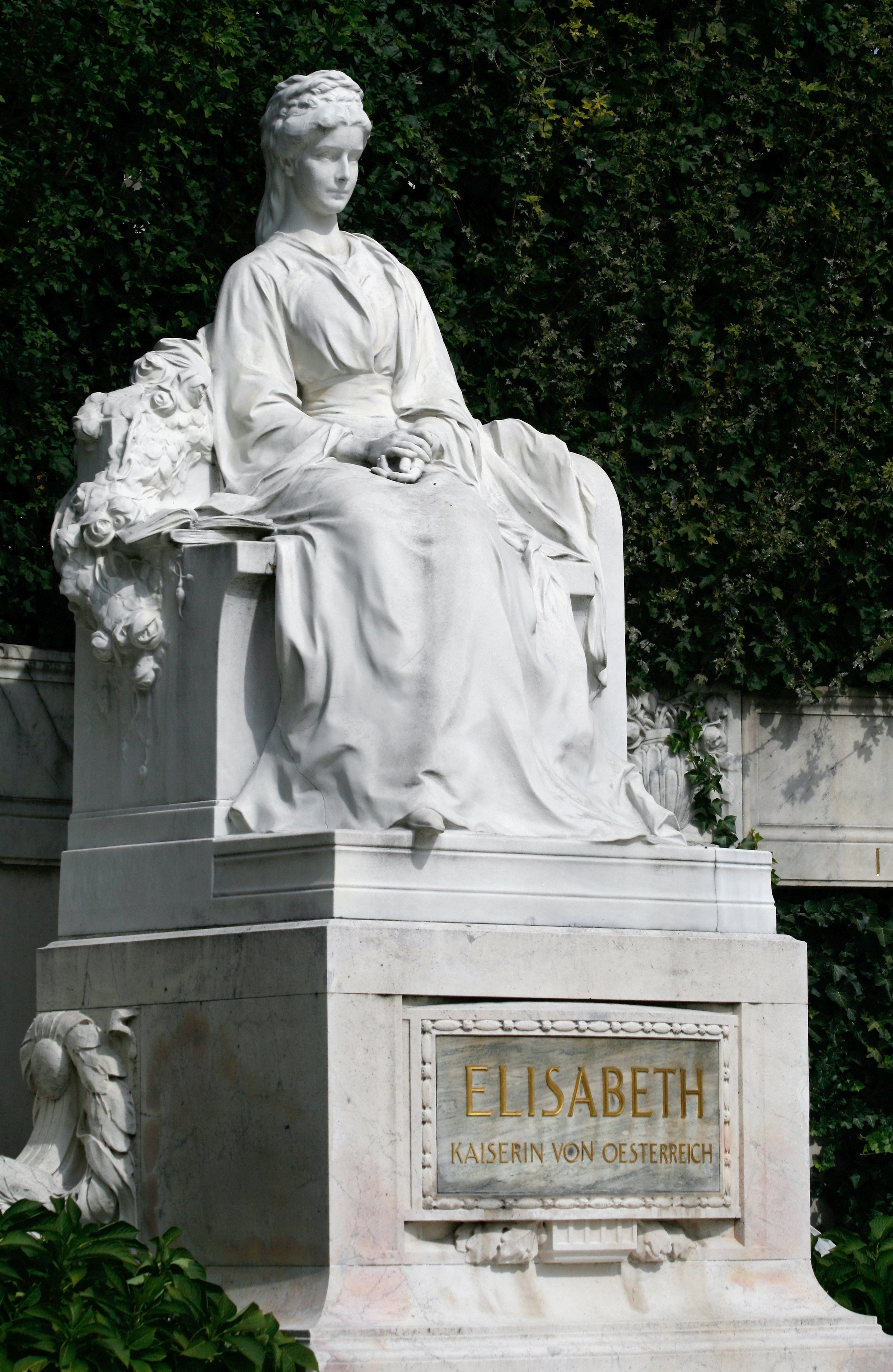
Kaiserin-Elisabeth-Denkmal, Volksgarten Wien
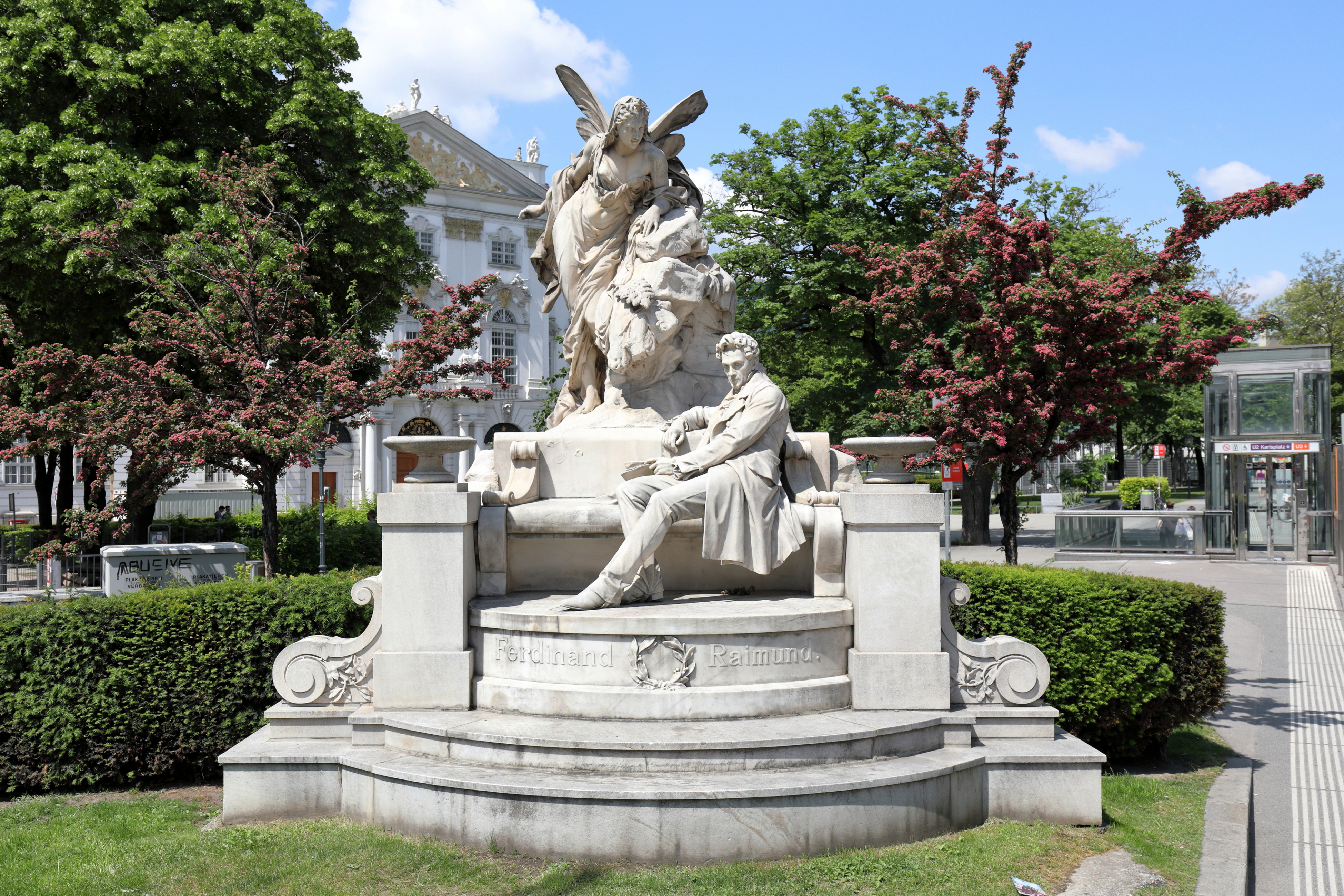
Ferdinand-Raimund-Denkmal, Weghuberpark, Wien-Neubau
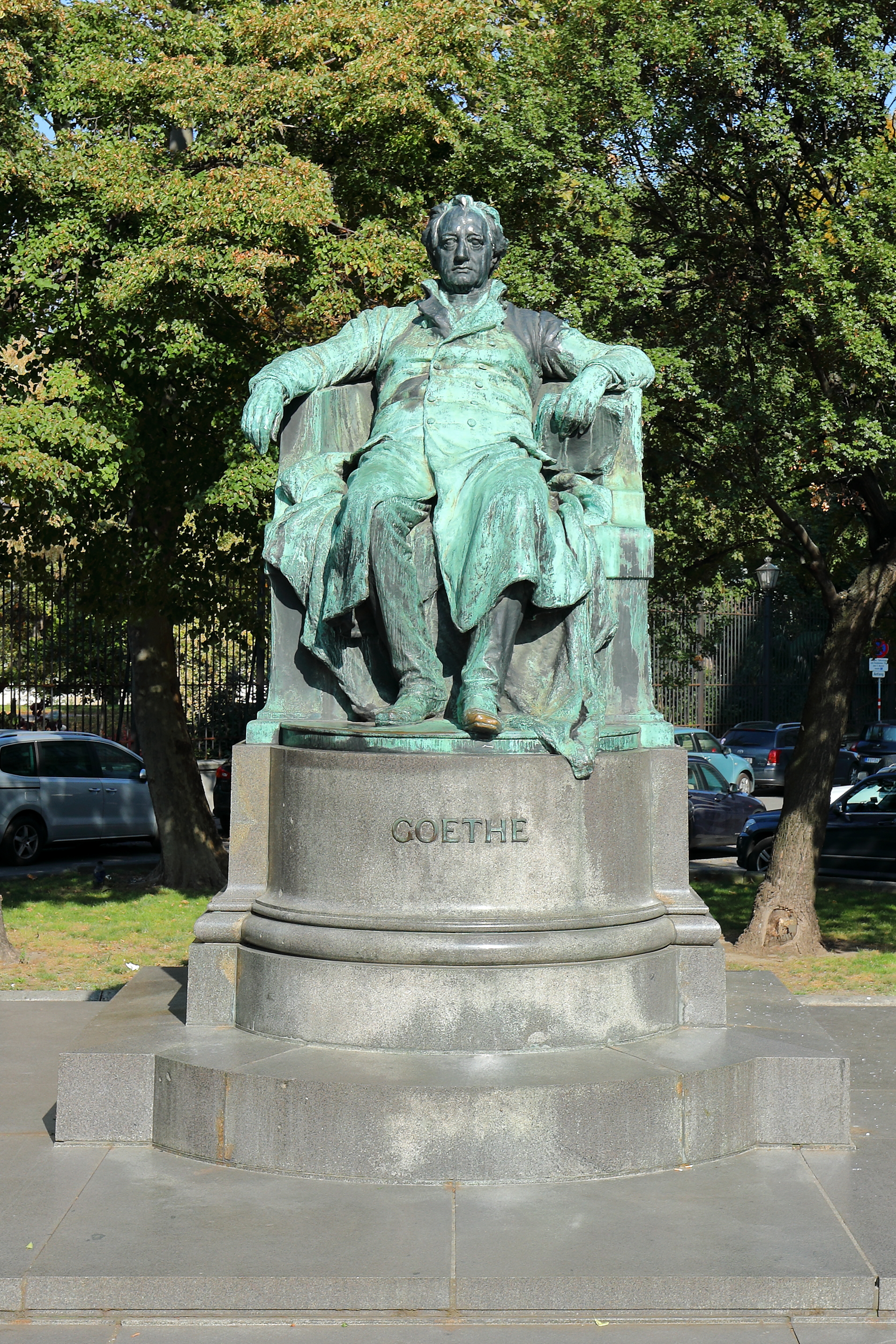
Goethedenkmal in Wien

## Beispiele in weiteren Ländern

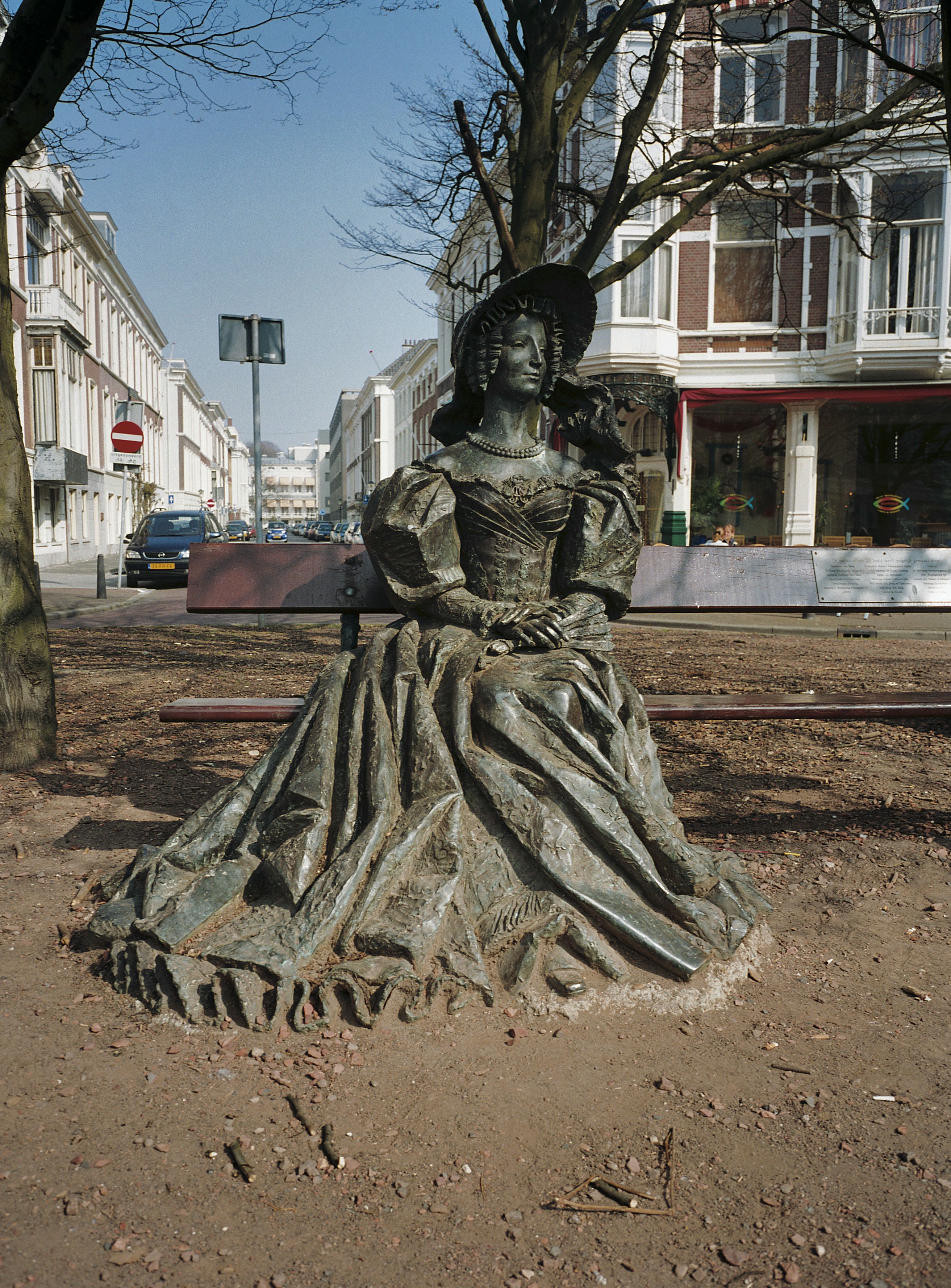
Königin Anna Paulowna (A. M. Taratynow), Anna Paulownaplein, ’s-Gravenhage
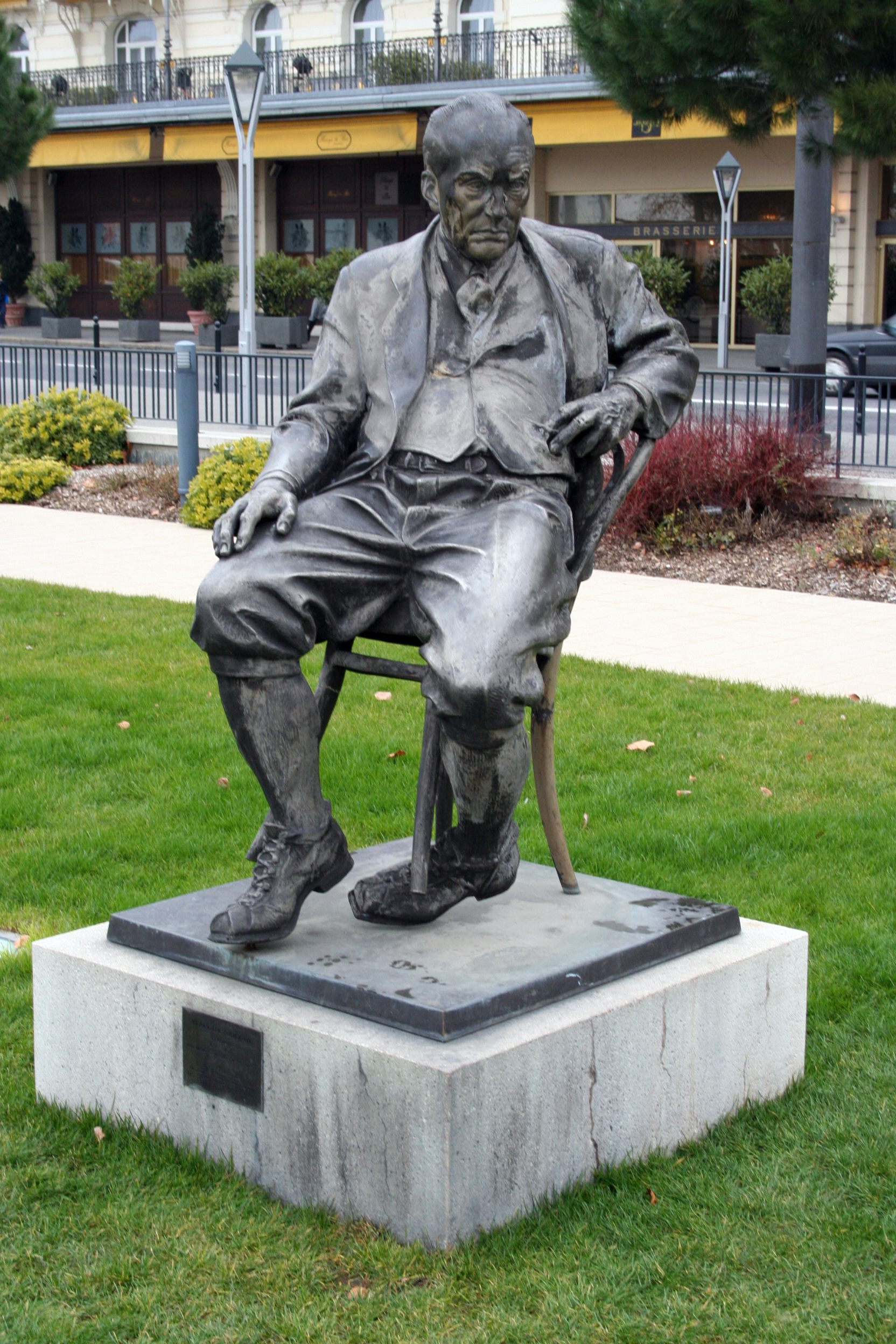
Nabokov-Denkmal (A. I. Rukawischnikow, 1999) vor dem Fairmont Le Montreux Palace, Montreux
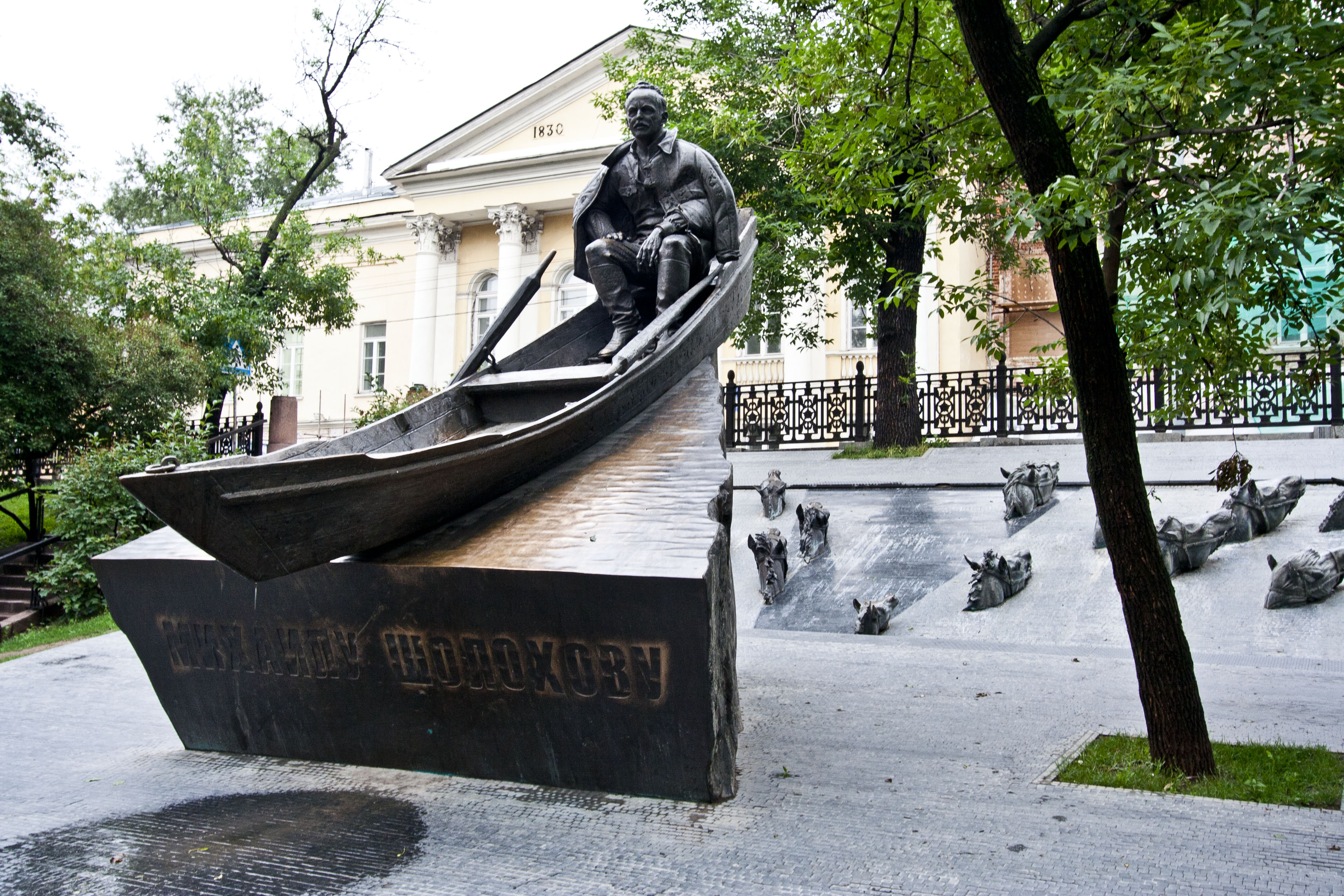
Scholochow-Denkmal (A. I. Rukawischnikow, 2007), Gogol-Boulevard, Moskau
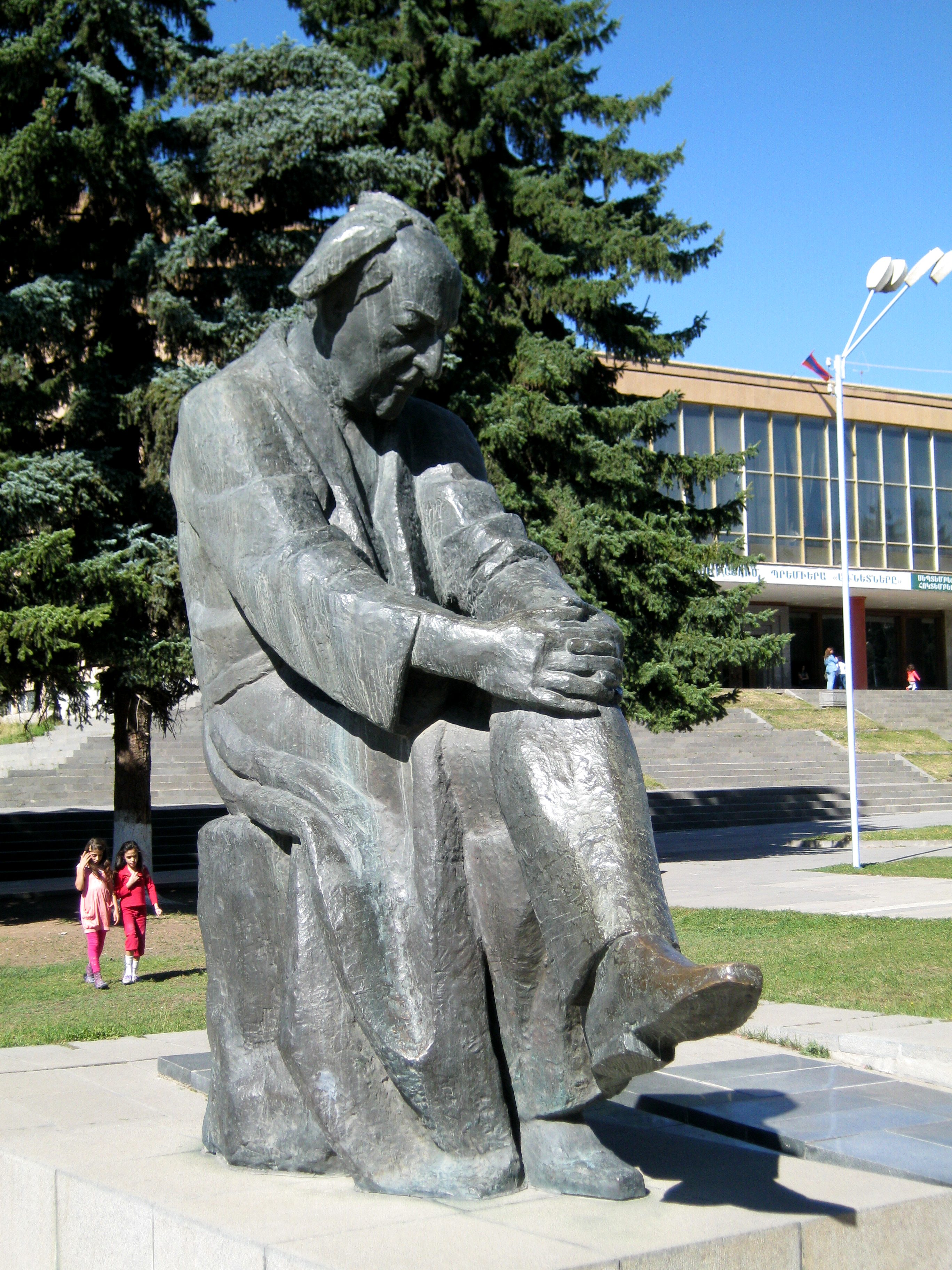
Awetik Issahakjan (Nikoghajos Nikoghosjan, 1975), Gjumri